# Anatolij Dovhal'
Anatolij Ivanovyč Dovhal' (in ucraino Анатолій Іванович Довгаль?; trasl. angl.: Anatoliy Ivanovych Dovhal; Lubny, 29 gennaio 1976) è un ex velocista ucraino.

## Biografia
Ha rappresentato l'Ucraina ai Giochi olimpici di Sydney 2000 nei 100 metri piani.
Ai campionati europei di Monaco di Baviera 2002 ha vinto la medaglia d'oro nella staffetta 4×100 m, correndo con Kostjantyn Vasjukov, Kostjantyn Rurak e Oleksandr Kajdaš.

## Palmarès
| Anno | Manifestazione           | Sede     | Evento      | Risultato | Prestazione | Note |
| ---- | ------------------------ | -------- | ----------- | --------- | ----------- | ---- |
| 1999 | Giochi mondiali militari | Zagabria | 100 m piani | Oro       | 10"34       |      |
| 2000 | Giochi olimpici          | Sydney   | 100 m piani | Batteria  | 10"48       |      |
| 2002 | Europei indoor           | Vienna   | 60 m piani  | Bronzo    | 6"62        |      |
| 2002 | Europei                  | Monaco   | 4×100 m     | Oro       | 38"53       |      |